# Tubular Bells (нафтогазове родовище)
Tubular Bells — офшорне нафтогазове родовище в Мексиканській затоці, розташоване за 217 кілометрів на південний схід від Нового Орлеану.

## Опис

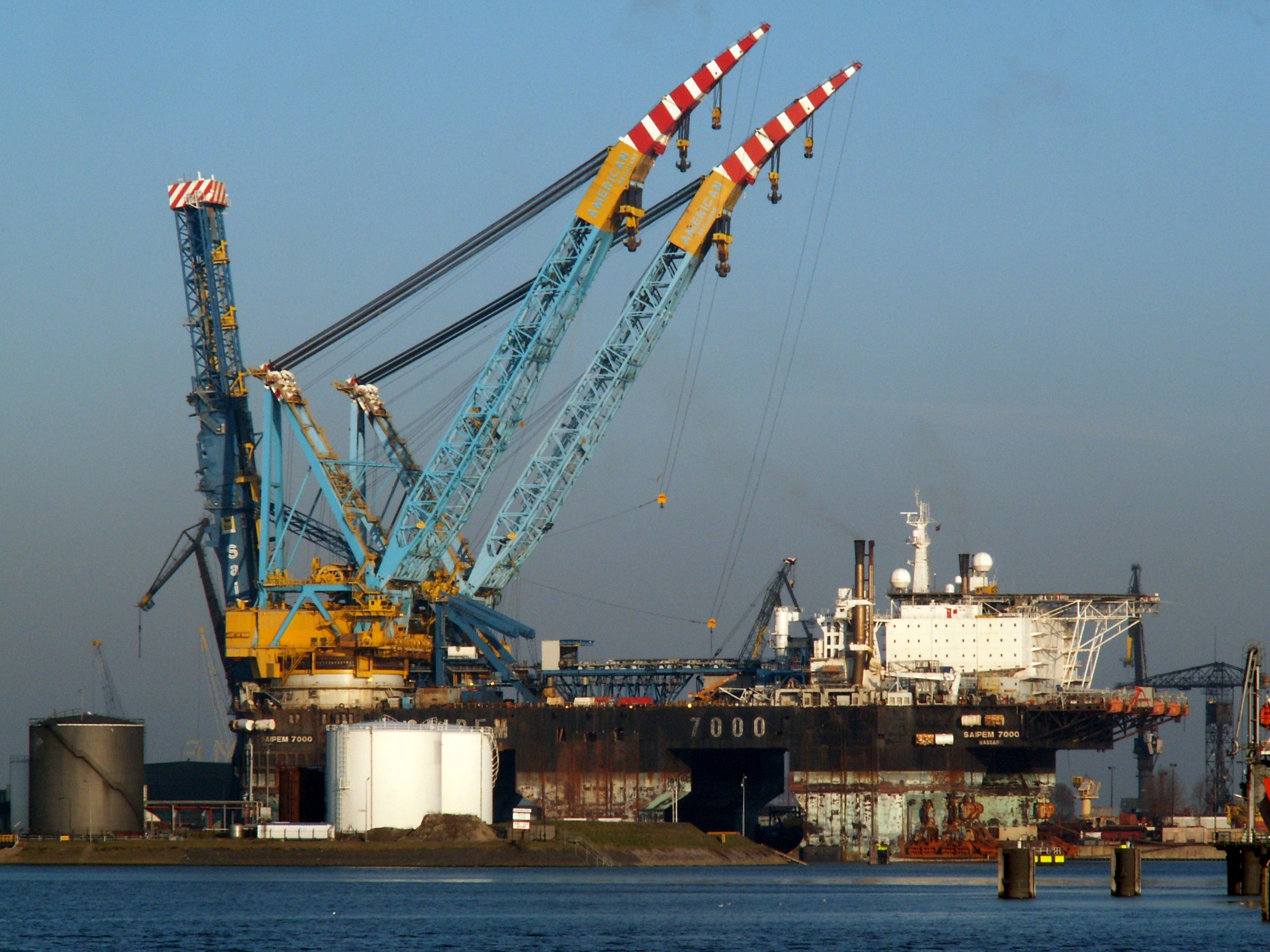
Плавучий кран Saipem 7000, який виконав монтаж «топсайду» на платформу Gulfstar 1

Родовище виявили наприкінці 2003 року внаслідок спорудження розвідувальної свердловини буровою установкою Deepwater Horizon (відома своєю катастрофою, що сталась через сім років). Закладена в районі з глибиною моря 1310 метрів свердловина мала довжину 9488 метрів та пройшла через насичений вуглеводнями інтервал товщиною 58 метрів. В 2006 році оціночна свердловина виявила поклад за вісім кілометрів від першої, а в кінці 2007-го та на початку 2008-го бурове судно Ocean Confidence уточнило розміри родовища за допомогою двох бокових стовбурів. Вуглеводні виявлені у відкладеннях епохи міоцену. Станом на 2015 рік початкові видобувні запаси родовища оцінювались у 77 млн барелів нафти та 4,7 млрд м³ газу.
Розробку родовища організували за допомогою платформи типу SPAR (Single Point Anchor Reservoir), конструкція якої нагадує поплавок — за допомогою швартування до однієї точки на дні довгий корпус закріплений у вертикальному положенні, так що лише незначна його частина виступає над поверхнею та несе на собі надбудову з обладнанням («топсайд»). У випадку Tubular Bells платформа носить власну назву Gulfstar 1 та має виступаючу над ватерлінією частину висотою 18 метрів. В той же час, загальна довжина корпусу складає 178 метрів при діаметрі 26 метрів. Gulfstar 1 стала першою спорудою типу SPAR повністю виготовленою в США — її корпус створили на верфі Gulf Island Fabricators в Арансас-Пасс (штат Техас), а «топсайд» на підприємстві Gulf Island Marine Fabrication в Хоума (Луїзіана). Для облаштування швартовочного вузла в районі з глибиною моря 1280 метрів законтрактували плавучий кран Derrick barge 50, тоді як «топсайд» вагою 6600 тонн (досягла 8600 тонн після завантаження обладнання) змонтував інший плавучий кран великої вантажопідйомності Saipem 7000.
Максимальна виробнича потужність платформи становить 60 тисяч барелів нафти та 3,7 млн м³ газу на добу, що було навіть більше від планованого піку видобутку на Tubular Bells — 45 тисяч барелів, та дозволяло за необхідності підключати до неї інші родовища. Також платформа може обробляти за добу до 50 тисяч барелів води, отриманої разом з нафтою, та провадити закачування 60 тисяч барелів води для підтримання пластового тиску.
Видобуток ведеться через два підводні кущі свердловин — один включає дві видобувні та одну водонагнітальну, інший по одній видобувній та нагнітальній. Свердловини сполучені з Gulfstar 1 з'єднувальними трубопроводами та райзерами (висхідні лінії від підводного облаштування) загальною довжиною 28 миль. Для виконання цих робіт законтрактували трубоукладальне судно Deep Blue.
Після підготовки продукція спрямовується через нафто- та газопроводи довжиною 17 миль до іншої платформи типу SPAR, яка встановлена на родовищі Devils Tower. Звідти вони потрапляють на суходіл через нафтопровід Mountaineer та газопровідну систему Canyon Chief.
Першу продукцію з родовища отримали у 2014 році. Станом на кінець 2015-го накопичений видобуток Tubular Bells склав 10 млн барелів нафти та 0,6 млрд м³ газу.
В 2016-му до платформи Gulfstar 1 почала також надходити продукція нафтогазового родовища Gunflint.